# Rosandepolder

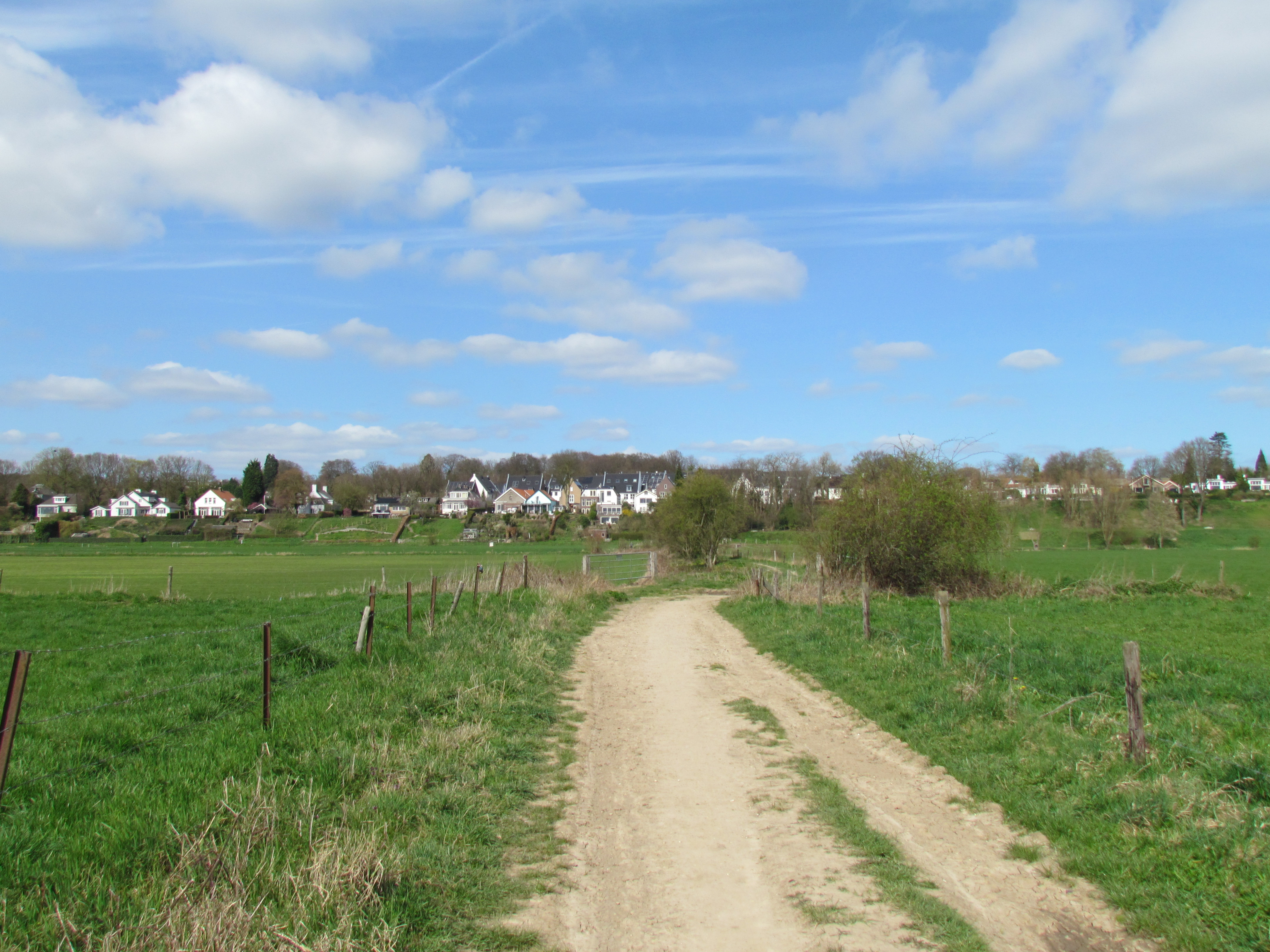
Westelijk deel van de Rosandepolder, met op de achtergrond Oosterbeek.

De Rosandepolder is een uiterwaard in de Nederlandse provincie Gelderland, gelegen ten zuiden van Oosterbeek en Arnhem, aan weerszijden van de spoorlijn Arnhem - Nijmegen aan de Nederrijn. De Rosandepolder ligt grotendeels op het grondgebied van de gemeente Renkum, een klein deel in het oosten ligt op dat van Arnhem.

## Geschiedenis
Over de oorsprong van de naam Rosande bestaan twee theorieën: Volgens de ene theorie heeft het te maken met rood zand, volgens de andere zou het de aanduiding zijn voor grond waarop het bos is gerooid.
In de Rosandepolder liggen de resten van Kasteel Rosande. Dit kasteel werd in 1313 voor het eerst genoemd. In de Gelderse Oorlogen (1515), is dit kasteel verwoest, waarna het in 1538 werd gesloopt.
In de eerste helft van de 20e eeuw waren in de polder steenbakkerijen gevestigd. Tijdens de Slag om Arnhem werden die zwaar beschadigd en na de oorlog werden ze niet meer in bedrijf genomen.

## Grondgebruik en bestemming
In de Rosandepolder bevinden zich twee plassen. De zuidwestelijke plas wordt gebruikt voor waterrecreatie, maar is door de provincie niet aangewezen als zwemwater. De noordoostelijke plas is vooral ligplaats voor woonboten. Een groot deel van het gebied heeft een landbouwbestemming.

## Ontwikkelingen
Om de Slijpbeek onder het spoor door te laten lopen, is in 2004 in de spoordijk een ecopassage gegraven.
In 2004 zijn tevens de aanbruggen van de spoorbrug Oosterbeek verlengd. De aarden wal waar het spoor daarvoor op lag is verwijderd. Het water kan hierdoor bij hoogwater makkelijker door de Rosandepolder stromen. Ook  mensen en dieren kunnen sindsdien makkelijker in beide delen van de polder komen.